# Allée André-Breton
L'allée André-Breton est une voie du 1er arrondissement de Paris, en France, située dans le jardin Nelson-Mandela, anciennement jardin des Halles.

## Situation et accès
D'une longueur de 106 mètres, elle débute rue Rambuteau et se termine porte du Pont-Neuf et allée Blaise-Cendrars. Elle suit le tracé de la rue centrale qui partageait en deux groupes les douze pavillons formant les Halles de Paris qui furent démolis dans les années 1970.

## Origine du nom
Elle porte le nom du poète et écrivain français André Breton (1896-1966).

## Historique
Cette voie, créée dans le cadre de l'aménagement du secteur des Halles et qui avait été provisoirement dénommée « voie Q/1 », prend son nom actuel le 26 août 1985.
Elle fait partie d'un ensemble d'allées dédiées à des écrivains.

## Pour approfondir